# Элегантный керчак
Элегантный керчак (лат. Bero elegans) — вид морских лучепёрых рыб семейства рогатковых. Единственный представитель рода Bero, распространён в северо-западной части Тихого океана. Этот вид вырастает до 20 сантиметров в длину. Демерсальная рыба, встречается на глубине от 0 до 40 м.

## Таксономия
Bero elegans был впервые официально описан в 1881 году австрийским ихтиологом Францем Штайндахнером, а его типовое местонахождение указано как залив Стрелок, недалеко от Владивостока в Японском море. Штейндахнер отнес новый вид к монотипическому роду Bero. 5-е издание «Рыб мира» относит род Bero к подсемейству Cottinae семейства Cottidae, однако другие авторы относят этот род к подсемейству Psychrolutinae семейства Psychrolutidae.

## Этимология
Bero — местное название этой рыбы в Аомори в Японии. Видовое название elegans означает «элегантный» или «изысканный» — намек, который Штайндахнер не объяснил, но может быть отсылкой к окраске и рисунку этой рыбы.

## Распространение
Bero elegans встречается в северо-западной части Тихого океана вокруг северной Японии, Сахалина и в заливе Петра Великого.

## Угрозы и охрана
Безвреден для человека, охранный статус вида не определён, объектом промысла не является.